# Laguna El Tendedero
Laguna El Tendedero är en sjö i Guatemala.   Den ligger i departementet Departamento de Retalhuleu, i den sydvästra delen av landet, 140 km väster om huvudstaden Guatemala City. Laguna El Tendedero ligger 7 meter över havet. Omgivningarna runt Laguna El Tendedero är en mosaik av jordbruksmark och naturlig växtlighet.